# Zabalgana
Zabalgana es un barrio de la ciudad de Vitoria, Capital del País Vasco, España. Aún en construcción, cuando esté finalizado barrio en su conjunto se espera que llegue a estar habitado por más de 30.000 personas. Zabalgana es el barrio más poblado de Vitoria. Según los datos del padrón municipal a 1 de enero de 2021 cuenta con 28.133 habitantes. Es, junto a Salburua, una de las expansiones urbanas de la ciudad de finales del siglo XX.

## Geografía
Está situado en el extremo suroeste de la ciudad, limitando al oeste con el bosque de Zabalgana, al sur con el monte de Armentia, al este con el barrio de Ariznavarra y al norte con Ali y Sansomendi.  

## Demografía
Según datos del ayuntamiento, el barrio tenía el 1 de enero del 2018 una población de 26 144 habitantes (10'5% del municipio) y la población extranjera ascendía al 10,1%. En el año 2011, la población era de 14 232 personas (5,9% del municipio), resultando una densidad de población de 3997,6 hab./km² y la edad media era de 30,9 años (2010).

## División

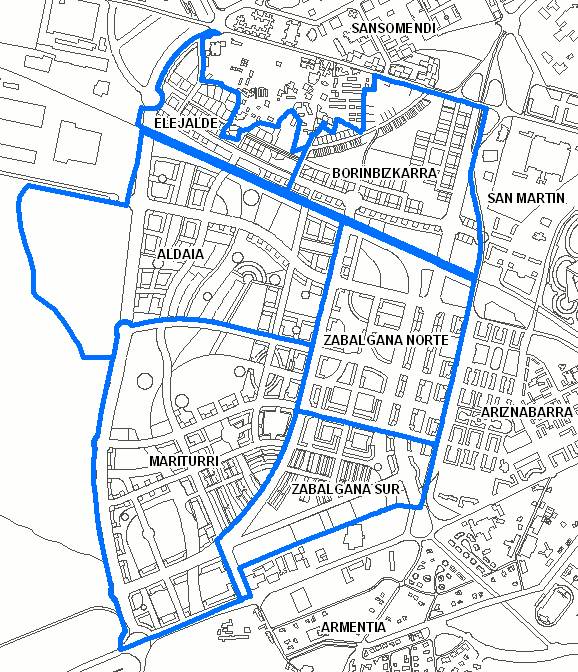
zonas de Zabalgana.

Según el Plan General de Ordenación Urbana del Municipio, de diciembre de 2000, el distrito se divide en 6 sectores urbanísticos, numerados del 1 al 6:
| sectores | Nombre          | Superficie | Viviendas totales | Protección oficial | Libres |
| -------- | --------------- | ---------- | ----------------- | ------------------ | ------ |
| 1        | Borinbizkarra   | 343.505 m² | 2.000             | 1.568              | 432    |
| 2        | Zabalgana norte | 377.281 m² | 1.711             | 1.283              | 428    |
| 3        | Zabalgana sur   | 262.459 m² | 963               | 502                | 461    |
| 4        | Elejalde        | 149.430 m² | 800               | 538                | 262    |
| 5        | Aldaia          | 651.036 m² | 2.621             | 1.967              | 654    |
| 6        | Mariturri       | 700.960 m² | 4.133             | 3.391              | 742    |

- Zabalgana centro / Zona consolidada: Es la parte del barrio que ya está finalizada. Alberga ya unos 8.000 habitantes y se espera que supere los 10 000. Sus principales arterias son la avenida Reina Sofía, la avenida de los derechos humanos y la Avenida de Zabalgana. Las casas no superan por lo general las 6 alturas. Destaca el paso del río Ali por en medio de sus calles.

- Mariturri: sector construido durante el año 2008, 2009 y 2010. Se sitúa en el extremo sur del barrio y destaca por su plaza portificada (al estilo de las plazas mayores decimonónicas) y sus descomunales torres de 12 y 15 pisos.

- Aldaia: sector aún en construcción y con un número creciente de habitantes. Es la parte más cercana al bosque de Zabalgana, y podría llegar a albergar a unas 10 000 personas cuando esté finalizada.

- Elejalde y Borinbizkarra: Los 2 sectores que se están acabando de construir en el año 2012, cuya ubicación es propia al norte de la vía del ferrocarril, limitan con Ali y Sansomendi.

## Transporte
El barrio o distrito de Zabalgana está conectado con diferentes partes de Vitoria por 5 líneas de autobús, aunque la más destacada es la L6: Zabalgana-Arkaiate por ser la que mayor número de paradas realiza dentro del barrio; también llegan al barrio dos líneas de Gautxori aunque de muy diferente manera.
| LINEA | NOMBRE                           | FRECUENCIA                                                                                    | BARRIOS A LOS QUE ATIENDE |
| ----- | -------------------------------- | --------------------------------------------------------------------------------------------- | --- |
| 6     | Zabalgana-Arkaiate               | Laborables: 10 min Sábados y laborables agosto: 15 min Domingos y festivos: 20 min            | Zabalgana y Mariturri Calles con paradas: - Av. Naciones Unidas - Av. Zabalgana - Av. Dchos. Humanos - Bulevar Mariturri |
| 4     | Lakua-Mariturri                  | Laborables: 10 min Sábados y laborables agosto: 15 min Domingos y festivos: 20 min            | Mariturri Calles con paradas: - Av. Iruña-Veleia |
| 5     | Elejalde-Salburua                | Laborables: 10 min Sábados y laborables agosto: 15 min Domingos y festivos: 20 min            | Elejalde Calles con paradas: - Bremen (toda la calle) |
| 7     | Borinbizkarra-Salburua           | Laborables: 10 min Sábados y laborables agosto: 15 min Domingos y festivos: 20 min            | Borinbizkarra Calles con paradas: - Henry Morton Stanley (toda la calle) |
| 10    | Aldaia-Larrein ó Aldaia-Salburua | Laborables: 10 min Sábados y laborables agosto: 15 min Domingos y festivos: 20 min            | Zabalgana y Aldaia Calles con paradas: - Av. Naciones Unidas (toda la calle) |
| G3    | Armentia-Zabalgana               | Salidas de Catedral Viernes: 30 min Salidas de Catedral Sábados y Vísperas de Festivo: 30 min | Zabalgana, Mariturri y Aldaia Calles con paradas: - Av. Dchos. Humanos - Av. Reina Sofía - Bulevar Mariturri - Av. Iruña-Veleia - Av. Naciones Unidas Pasa por Dchos. Humanos para ir de Mariturri a Iruña-Veleia sin hacer paradas |
| G4    | Sansomendi-Lakua                 | Salidas de Catedral Viernes: 30 min Salidas de Catedral Sábados y Vísperas de Festivo: 30 min | Borinbizkarra y Elejalde Calles con paradas: - Henry Morton Stanley (toda la calle) - Bremen (toda la calle) Pasa por Oceano Pacífico para ir de H. M. Stanley a Bremen sin hacer paradas                                           |